# Francisco Antônio Ribeiro
Francisco Antônio Ribeiro (Bahia — 1º de janeiro de 1864) foi um político brasileiro.

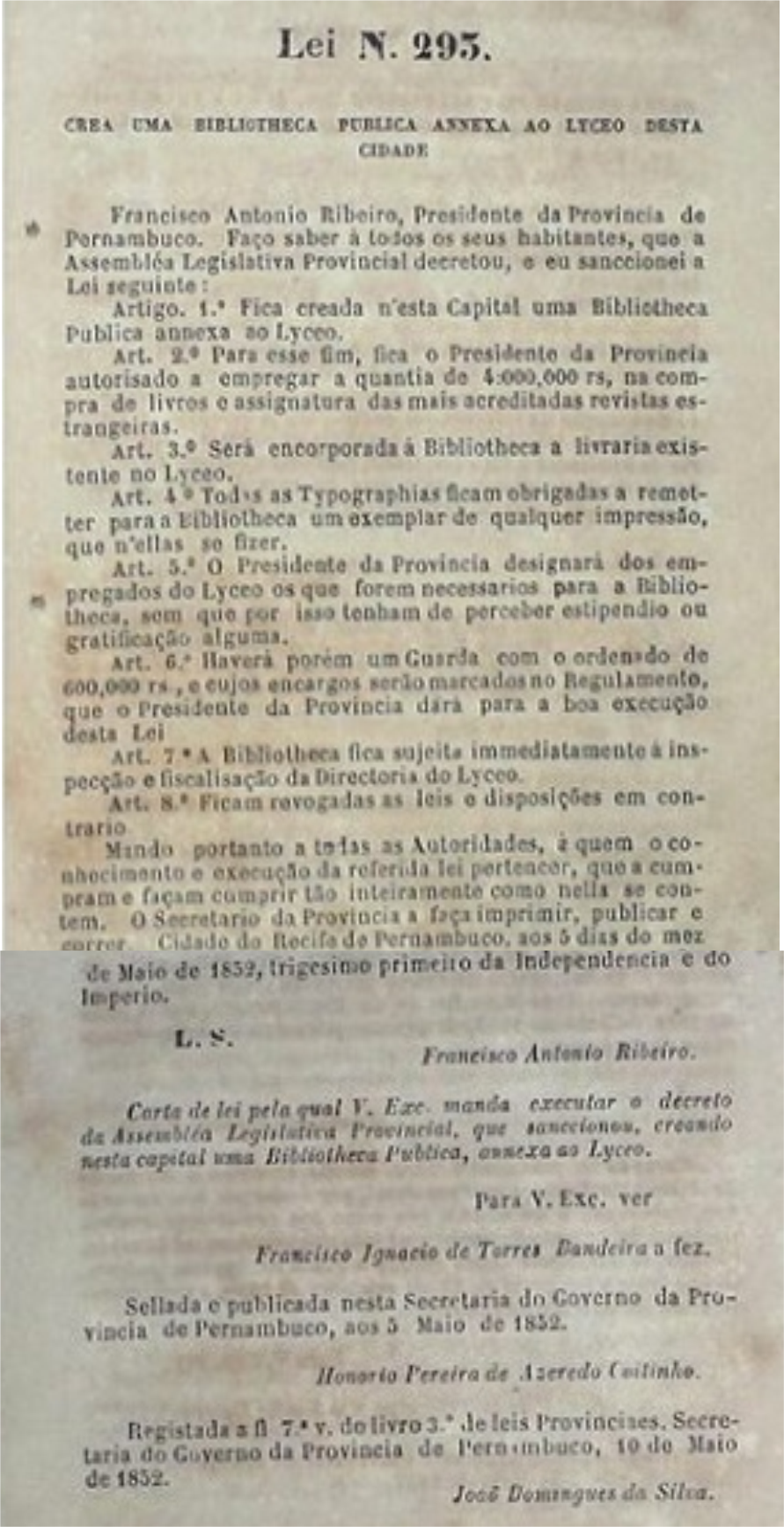
Lei sancionada pelo mesmo, em 1852, criando a Biblioteca Estadual de Pernambuco.

Foi presidente da província de Pernambuco, de 9 de maio de 1852 a 23 de abril de 1853.